# Fridingen an der Donau
Fridingen an der Donau es una pequeña ciudad alemana de unos 3250 habitantes en el distrito de Tuttlingen en el sur de Baden-Wurtemberg. Está ubicado en un ensanchamiento del paso del Danubio por el Jura de Suabia en el centro del parque natural del Danubio Superior.